# 馬士加路也
馬士加路也，即弗朗西斯科·马什卡雷尼亚什（葡萄牙語：Francisco Mascarenhas），是葡萄牙貴族，于1623年至1626年间担任澳门首任总督兼兵头。在此之前，葡萄牙在中国沿海的澳门殖民地由“中日貿易船隊總指揮”以及澳门議事會共同管理，而議事會则反对新任总督所拥有的权力。馬士加路也与澳门既有权力机构之间的冲突日益激化，最终导致1624年10月10日爆发了一场针对他的叛乱，尽管这场叛乱很快便被平息。

## 早年生活及职业生涯
馬士加路也出生在贵族马什卡雷尼亚什家族，是努诺·马什卡雷尼亚什与伊莎贝尔·德卡斯特罗的儿子。他与若昂·马什卡雷尼亚什的女儿兼自己的侄女马加里达·德维列纳结婚。
馬士加路也的两个兄弟于1606年在马六甲海域为葡萄牙对抗荷兰人时阵亡，但他本人直到1622年3月18日才前往东方。当时他作为“圣若瑟号”船长，随葡属印度总督弗朗西斯科·达伽马的舰队一同前往果阿。途中在7月于莫桑比克海域，该舰队遭到英荷联合舰队的袭击而落败。卧床不起的馬士加路也因发烧而没有参加战斗，不得不在战斗中途被抬上岸。尽管如此，他和舰队最终从这次挫败中恢复过来，继续前往果阿，并于1623年5月6日抵达该城。抵达后，馬士加路也什立即被任命为澳门总督。

## 澳门总督

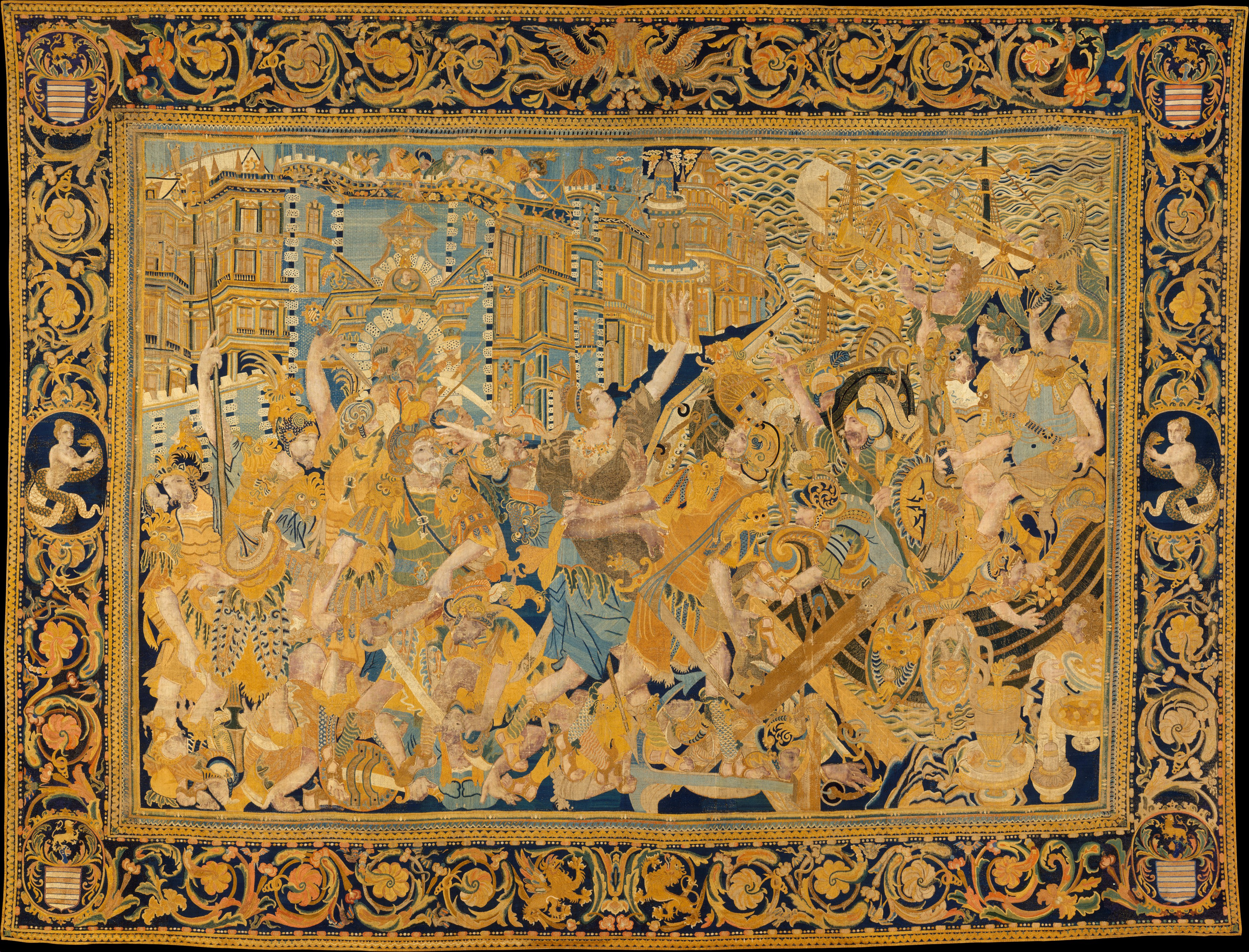
《特洛伊故事》挂毯中的《海伦的绑架》，据信是由馬士加路也委托创作的

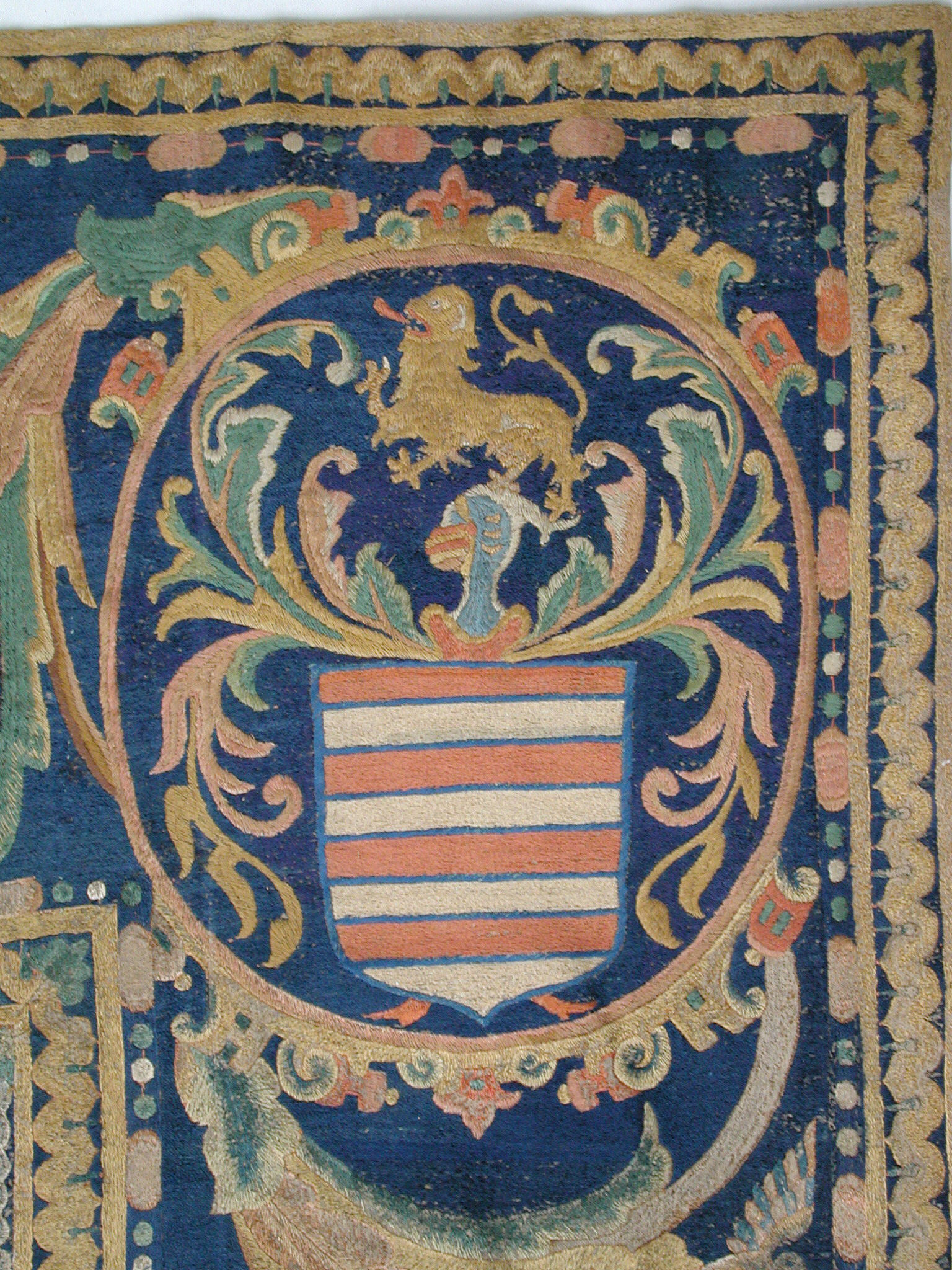
《海伦的绑架》中马士加路也家族（错误）徽章的细节

自明朝广东官员允许葡萄牙人在后来被称为澳门的地方定居，澳门随着时间的推移逐渐发展成为通往日本的重要贸易中转站。这一贸易路线通往长崎，自16世纪末至17世纪初一直由葡萄牙人垄断。最初这座新兴城市并无总督，权力由“中日貿易船隊總指揮”与代表本地葡萄牙利益的澳门議事會共同掌握，而前者在驻城期间拥有最高权力。由于1622年荷兰人入侵澳门，长期以来一直反对外来权力干预的議事會最终认定澳门亟需一位常驻的最高军事指挥官，遂向印度总督请愿要求设立一位兵头。总督同意了这一请求，馬士加路也遂被任命为澳门首任总兵兼兵头，全面统辖澳门事务。
馬士加路也于1623年7月17日正式就任澳门总督。其权力包括他可以任命所有空缺官职（由治安官负责的法律职位除外）。军事职位的填补须经参议院协商后方可，因为参议院负责支付军饷。无论文职还是军事职务的所有提名，均须经总督确认。同时他还有权逮捕并将任何他认为“暴乱、叛变或扰乱治安”的人，并送往果阿。尽管馬士加路也 是应澳门居民的请求被任命为澳门总督，但市民们对他被赋予如此巨大的权力却并不高兴，并很快正式否认了他对这些权力的主张。1624年，澳门爆发了一场挑战馬士加路也权威的暴乱，据意大利旅行家马尔科·达瓦洛的说法，耶稣会士和一些澳门市民袭击了他所下榻的的圣奥斯定教堂，并“用三发炮弹向他射击，炮弹穿透了修道院的墙壁”。据称馬士加路也将这三枚炮弹镀金，一枚送给印度总督，一枚献给国王，最后一枚自己保留。
馬士加路也在任内推行了多项改革。他采取措施限制商人的影响力，禁止他们通过高利海上借贷赚取白银，这一举措导致澳门商人减少了对长崎日本人的投资，引发了后者的不满。他还建立了一套机制，确保关税所得的收入直接上缴葡萄牙国王。他于1625年在澳门进行了人口普查，结果显示城中葡萄牙男性人口为437人，土生葡人男性为403人（女性及其他族群的人口则未被记录）。
为加强澳门对荷兰进一步袭击的防御能力，馬士加路也在澳门修筑了城墙和防御工事。然而这一举措引起了中国当局的干预。经过一番协商后双方达成协议：葡萄牙人每年向广东当局支付22,000两白银，以换取继续建设防御工事的许可，同时必须拆除位于沙梨頭堡垒及通往内港的城墙。馬士加路也还在澳门建立了铸炮厂，在佈加路（后来的澳门总督）的管理下，该厂所生产的大炮质量位于全球前列。
对馬士加路也的不满最终在1624年10月10日引发了全城的叛乱。有地方传说称他在这次动乱中被愤怒的民众杀害，也有说法称他已乘船逃回印度。但事实上，馬士加路也迅速平息了叛乱，并一直担任总督直到1626年7月任期结束。叛乱发生四天后，他宣布对叛乱者予以赦免。
馬士加路也对自己的官邸感到不满，认为其不符合自己作为总督的身份，遂设法占据耶稣会位于山顶的圣保禄炮台（即大炮台）。他采取了一个巧计，先是以希望登上炮台俯瞰全城为由，请求耶稣会神父允许他进入要塞，随后悄悄让自己的士兵分批进入。傍晚时分，当耶稣会士告知他炮台大门即将关闭时，馬士加路也反而将他们驱逐出堡垒，并宣布大门将在第二天早上以国王的名义重新开启。就这样，圣保禄炮台成为总督官邸，这一安排一直持续到1749年。
据信，馬士加路也在担任澳门总督期间，委托本地中国工坊制作了一套名为《特洛伊故事》的挂毯共七幅。这套挂毯以中国工艺演绎了经典的西方题材——特洛伊战争，具有鲜明的中西融合特色。如今这批挂毯分藏于多个博物馆，包括纽约大都會藝術博物館、里昂美术馆，以及澳门的保利美高梅博物馆。

## 后续生涯
1626年7月任期结束后，馬士加路也将澳门总督一职移交给继任者罗保，并经由果阿启程返回欧洲。1627年，在旅程的最后阶段，由于马德里的当局尚不知他已返欧，便任命他为葡屬印度總督。馬士加路也遂于1628年4月再次离开欧洲前往赴任，但在几内亚海岸遭遇逆风被迫返航。在返回里斯本途中，他当场捉拿贵族弗朗西斯科·佩雷拉·平托实施㚻姦行为，并将其处以火刑。这起事件被历史学家C·R·博克瑟称为“唯一一次发生在海上的信仰审判”。此举因牵涉贵族身分而引发争议，馬士加路也因此在案件调查期间短暂入狱。虽最终被判无过，但未能再次出任印度总督，转而被任命为马德里的葡萄牙王国国务委员会成员。1640年葡萄牙王政复辟战争爆发时，他希望返回祖国，却因此再次被囚禁数月。获释后他返回里斯本，获葡萄牙国王若昂四世任命为国务委员会成员。馬士加路也还被认为是最早将中国甜橙引入欧洲的人之一，他于1635年从中国带回橙树，种植于里斯本沙布雷加斯的庄园中。